# Moisselles
Moisselles é uma comuna francesa na região administrativa da Ilha de França, no departamento do Vale do Oise. Estende-se por uma área de 1.46 km². Em 2010 a comuna tinha 1 311 habitantes (densidade: 897,9 hab./km²).